# Graphiurus platyops
Graphiurus platyops és una espècie de mamífer rosegador esciüromorf de la família Gliridae. Es troba a Angola, Botswana, Moçambic, Sud-àfrica, Eswatini, Zàmbia i Zimbàbue.
En general viuen en terreny rocós, i viuen en esquerdes de les roques i en els munts de pedres. En algunes parts de la seva àrea de distribució, viuen en els arbres (Ansell 1960; Smithers i Lobão-Tello 1976). De tant en tant se'ls arriba a trobar en edificis.